# Öhringen
Öhringen è una città tedesca di 22 934 abitanti, situata nel land del Baden-Württemberg e nel circondario di Hohenlohe.

## Cultura
È presente un museo riguardante i ritrovamenti archeologici del sistema difensivo dell'Impero romano del limes germanico-retico rimasto attivo dalla fine del I secolo al 260 a causa del suo abbandono dietro la pressione delle popolazioni barbariche degli Alemanni (vedi a tal proposito limes romano ed invasioni barbariche del III secolo).